# Pauline von Mallinckrodt
Pauline von Mallinckrodt (née le 3 juin 1817 à Minden, morte le 30 avril 1881 à Paderborn) est une religieuse catholique allemande fondatrice de la congrégation des Sœurs de la Charité Chrétienne. Elle est béatifiée en 1985.

## Biographie
Son père, Detmar von Mallinckrodt (de), fait partie de la noblesse de Westphalie (il est le cousin d'Arnold Mallinckrodt (de) et est vice-président du district de Minden ; sa mère est née baronne Bernhardine von Hartmann. Le couple a une fille plus jeune et deux fils, Georg et Hermann von Mallinckrodt qui seront des hommes politiques du Zentrum. À la demande de la mère profondément religieuse, les enfants sont baptisés et reçoivent une instruction catholique, alors que le père, en tant que fonctionnaire prussien, doit les élever dans la religion protestante,.
La famille déménage à Aix-la-Chapelle (Aachen) quand le père en devient vice-président du gouvernement. Pauline reçoit l'instruction de Luise Hensel, tout comme Clara Fey et Françoise Schervier qui fonderont aussi leurs congrégations. En 1834, sa mère meurt du choléra après avoir été contaminée par une femme de ménage. Pauline se sent devoir prendre soin de sa famille riche, mais elle s'intéresse en réalité à la religion et à l'aide de personnes en détresse sociale. Après sa confirmation en 1835, elle refuse des fiançailles avec Fritz von Coffrane et préfère se consacrer à sa vocation religieuse. Par ailleurs, elle plaide pour l'approbation pontificale de mariages mixtes. En raison de l'engagement de sa fille, le père se voit refuser deux promotions. En 1839, il prend sa retraite et s'installe avec elle à Böddeken (Büren). L'hiver, la famille vit à Paderborn. Elle fonde une crèche pour les enfants dont les mères sont malades, à l'exemple d'Amalie Sieveking. En 1842, elle accueille deux filles aveugles et crée en 1847 une institution pour les aveugles à Paderborn,.
Elle a depuis longtemps le désir d'adhérer à une communauté religieuse avec ses œuvres. Quand son père meurt en 1842, elle ne trouve aucune congrégation prête à prendre le relais de l'institution pour aveugles. Elle fonde alors le 21 août 1849 la Congrégation des Sœurs de la Charité Chrétienne. Les années suivantes, elle se consacre à l'éducation des jeunes filles. Elle envoie sœur Mathilde Kothe issue de sa congrégation fonder une école élémentaire catholique à Dortmund, qui recueille 123 jeunes filles le 3 janvier 1851. Augusta Hillenkamp ouvre une autre école à Dortmund le 31 mai 1864. Un troisième établissement s'ouvre au nord de la ville le 17 juin 1871. Pendant ce temps, elle renforce la congrégation, fonde un couvent à Paderborn, élabore une règle et cherche la reconnaissance juridique pontificale. Les Sœurs de la Charité Chrétienne dirigent deux orphelinats à Essen et à Solingen et des écoles à Solingen, Witten, Sigmaringen, Viersen, Magdebourg, Krefeld, Anrath, Soest, Unna, Oschersleben (Bode), Constance et Dresde,.
Durant le Kulturkampf, les ordres et congrégations sont interdits, les sœurs ne sont pas autorisées à enseigner. Pauline von Mallinckrodt entame une action en justice contre ces décisions qui n'aboutit pas. Elle cherche ensuite des nouveaux domaines d'action pour les sœurs à l'étranger, aux États-Unis, au Chili, en Bohême, au Liechtenstein et en Belgique où des couvents sont fondés. En 1877, elle doit quitter Paderborn et les sœurs qui demeurent ici et s'installe à Mont-Saint-Guibert en Belgique. Elle demande en 1879 l'asile à l'évêque de Paderborn, Konrad Martin (de) et qu'à sa mort son corps repose ici. Elle fait la même année un voyage en Europe et en Amérique pour rendre visite à toutes les religieuses de sa congrégation. Sa santé se dégrade. Elle revient à la maison mère de Paderborn en 1880. Pauline von Mallinckrodt meurt d'une pneumonie le 30 avril 1881 à l'âge de 63 ans. Elle est enterrée au cimetière des sœurs de la Charité Chrétienne, près de la maison fondatrice,.

## Postérité et béatification
La Congrégation des Sœurs de la Charité Chrétienne existe encore aujourd'hui. En 1892, elle peut ouvrir une école de filles à Dortmund qui porte le nom de Mallinckrodt. Elle supervise et dirige deux couvents et le presbytère épiscopale de Paderborn, un hôpital à Attendorn, la nonciature apostolique à Berlin, un foyer à Winterberg, une école à Lippstadt, un pensionnat à Minden, des maisons de retraite à Rheda-Wiedenbrück et Soest, un foyer pour enfants à Siegburg et une maison de soins infirmiers à Brilon. En dehors de l'Allemagne, la congrégation est présente au Campo Santo Teutonico à Rome, aux États-Unis, au Chili, en Argentine et aux Philippines.
Le 14 avril 1985, Pauline von Mallinckrodt est béatifiée par le pape Jean-Paul II. Ses reliques se trouvent en partie à l'intérieur de l'autel de l'église du Saint-Esprit (de) à Bielefeld.